# Hornby Railways
Hornby Railways je přední výrobce modelové železnice ve Spojeném království Velké Británie a Severního Irska. Po odkoupení několika jiných výrobců modelové železnice se stává mezinárodní společností s produkcí v Číně. Zakladatel společnosti byl Frank Hornby (1863–1936) který žádal o udělení patentu v roce 1901 k ochraně „vynálezu“, který hlásal „Zlepšení hraček nebo vzdělávacích zařízeních pro děti a mladé lidi“.

## Historie společnosti

### Počátek Hornby
Franku Hornbymu byl udělen patent a brzo dal vynález do produkce pod názvem Meccano („Mechanics Made Easy“). Toto vedlo roku 1907 k založení společnosti Meccano Ltd. Úspěch byl tak velký, že Frank Hornby musel pravidelně svou továrnu rozšiřovat o nové a větší prostory. Meccano se stala jednou z klasických hraček všech dob.

### Meccano výroba
Výroba Meccano pokračovala během první světové války a Hornby roku 1920 představil první hračku vlaku. Ty byly poháněny vysoce kvalitními hodinovými stroji. Modely byly v měřítku 0.
Vlaky Hornby měli okamžité úspěchy a společnost rychle představila více modelů a příslušenství. V roce 1925 byl vyroben první elektrický vlak, napájený 100-250 V střídavého proudu. Do roku 1929 Hornby vyvíjel mnohem bezpečnější systém napájení a elektrické modely byly napájeny už jen 6 V stejnosměrného napětí.

### Hornby Dublo a Tri-ang Hornby
Pod názvem Hornby Dublo se roku 1938 začaly vyrábět vlaky ve velikosti 00. Lokomotivy byly zhotoveny z litého kovu a vozy se zhotovovaly z pocínovaného plechu. Pro elektrické modely se začalo používat napětí 12 V stejnosměrného proudu. Se začátkem 2. sv. války se produkce snižovala a úplně se zastavila roku 1942. Ihned po skončení války se výroba znova rozběhla, ale své předchozí výrobní kapacity dosáhla až roku 1948. Mechanické pohony pro velikost 00 se již ale nevyráběly. Roku 1959 přešel Hornby z tří-kolejnicového systému na dvoukolejnicový.
V roce 1964 koupila Lines Bros Ltd., mateřská společnost soupeře Tri-ang Railways, Meccano Ltd., a sloučila Hornby a Tri-ang do Tri-ang Hornby. Pod tlakem konkurence přešel Hornby ve výrobě z kovových materiálu na méně drahé plastické hmoty. To znamenalo i výměnu výrobních strojů.

### Hornby Railways
Tri-ang Group byla rozpuštěna, když majitel Lines Bros vyhlásil bankrot a v roce 1971 prodána společnosti Dunbee-Combex-Marx a roku 1972 se z Tri-ang Group stává Hornby Railways. Třebaže se jméno společnosti změnilo, produkce pokračovala v Margate v Kentu. Vzhledem ke konkurenci společností Palitoy a Airfix vyrábějící kvalitní modely s věrnými detaily, se rokem 1976 modely začaly dělat atraktivnější pro dospělé nadšence modelové železnice a modely se vyráběly s kvalitnějšími detaily jako je zábradlí na lokomotivách, lepší barevný nástřik a kvalitní potisky.

### Hornby Hobbies
Dunbee-Combex-Marx se dostal kolem roku 1980 do potíží a byla rozpuštěn. Z Hornby se stalo nyní Hornby Hobbies. Na konci října 1986 vstoupila Hornby na trhy s cennými papíry a stala se veřejnou obchodní společností. Počátkem 90. let měla Hornby znovu velké konkurenty jako Dapol, nebo zaběhlé zahraniční značky jako Lima a Bachmann. Produkce byla roku 1995 přemístěna do Guangdongu v Číně. Přesun výroby byl ukončen roku 1999. V rámci toto procesu koupil Hornby také některé produkty Dapol a Airfix.
Zvlášť úspěšnými výrobky Hornby byly od té doby soupravy vlaků Thomas tendrová lokomotiva či z Harryho Pottera známý Hogwarts-expres. Jako kooperační produkty byli tyto modely nabízeny také německým výrobcem Märklin. V září 2003 představilo Hornby svůj první model pravé parní lokomotivy Mallard.

### Hornby International
Mezitím Hornby koupil značku Lima – italského výrobce železničních modelů, který předtím koupil francouzskou značku Jouef, vyrábějící také železniční modely. Výrobky jsou nabízeny pod svými původními značkami Rivarossi, Lima, Jouef, Electrotren vyrábějící ve velikosti (H0) a také Arnold (N), s označením Hornby International. Jsou také vyráběny v Číně. V květnu 2008 Hornby koupil značku Corgi Classics Limited, vyrábějící modely silničních vozidel a letadla. I tyto výrobky jsou nabízeny pod svými původními značkami. Ke skupině Hornby také patří značky Humbrol, Airfix, Scalextric a Bassett-Lowke.